# Modelo Big 6
El modelo Big 6 fue desarrollado por Eisenberg y Berkowitz en 1990. Se trata de un modelo de Alfabetización informacional (ALFIN), tanto dentro como fuera de bibliotecas, y que ayuda a la comprensión y aprendizaje en el ámbito de la educación.
Este modelo puede definirse como el proceso sistemático de solución de problemas de información apoyado en el pensamiento crítico, o como las seis áreas de habilidad necesarias para la solución efectiva y eficiente de problemas de información.
Aunque este es un modelo de alfabetización informacional, se comprende que la enseñanza de este modelo ayuda al “aprender a aprender” y el aprendizaje a lo largo de la vida que plantea el ALFIN, y una vez internalizado en el individuo, este modelo le permitirá buscar y encontrar la información que necesita de manera independiente.

## Modelo Big 6
El Big6 es un plan de estudios de Alfabetización informacional, un proceso de resolución de problemas de información, y un conjunto de habilidades que proporcionan una estrategia de manera Eficaz y Eficiente las necesidades de información. El enfoque de Habilidades Big6 puede utilizarse cuando los individuos están en una situación, académico o personal, que requiere información para resolver un problema, tomar una decisión o realizar una tarea. Este modelo es transferible a la escuela, y las aplicaciones personales de trabajo, así como todas las áreas de contenido y toda la gama de niveles de grado. 

### Definición de la tarea a realizar
La primera parte del proceso de información informativa que informa.
```
de que esta necesidad existe, definir el problema e identificar los tipos y la cantidad de información que se necesita. Los individuos que usen este modelo serán capaces de:
```

• Comunicarse con un profesor, académico o Bibliotecario, expresando su necesidad claramente y lo que necesita.
• Definir problemas, facilitar actividades cooperativas en grupos.
• Definir o refinar el problema de información, desarrollar un lenguaje de búsqueda.

### Estrategias para buscar la información
Una vez que el problema ha sido formulado, se deben considerar todas las fuentes de información y desarrollar un plan de búsqueda. Los individuos que usen este modelo serán capaces de:
• Evaluar el valor de varios tipos de recursos electrónicos.
• Evaluar la necesidad y el valor de los recursos primarios.
• Identificar y aplicar un criterio específico para evaluar recursos.

### Localización y acceso
Luego de que se determinen las prioridades de búsqueda de la información de una variedad de recursos y acceder a información específica encontradas en recursos individuales. Los individuos que usen este modelo serán capaces de:
• Localizar y usar apropiadamente los recursos.
• Reconocer los roles y experiencia de la gente que provee asistencia o información.
• Usar material de referencia electrónica disponible dentro de sus posibilidades.

### Uso de la información
Después de encontrar los recursos potencialmente útiles, se debe abordar la información para determinar su relevancia y luego extraer la información relevante. Los individuos que usen este modelo serán capaces de:
• Conectar y operar la tecnología para acceder a la información, conocer las guías y manuales asociados con esta tarea.
• Conocer y ser capaz de utilizar de manera óptima los recursos.
• Citar apropiadamente los trabajos utilizados para satisfacer la necesidad de información.
• Analizar y filtrar la información en función de la tarea que está realizando, rechazando información que no es Relevante.

### Síntesis
El individuo debe ser capaz de organizar y comunicar los resultados del esfuerzo por satisfacer la necesidad de información. Se debería ser capaz de:
• Clasificar y agrupar información.
• Transformar la información en datos cuantificables.
• Citar apropiadamente y dar crédito a los recursos.

### Evaluación
La evaluación se enfoca en qué tan bien el producto final se acerca a la tarea original (Efectividad) y el proceso de qué tan bien los usuarios de este modelo llevaron el procedimiento de resolver el problema (Eficiencia). Los individuos que usen este modelo serán capaces de:
• Evaluar las presentaciones en términos de contenido, formato y diseño.
• Aplicar principios legales y ética a la información relacionado con copyright y plagio